# Trent Frederic
Trent Frederic, född 11 februari 1998 i Saint Louis i Missouri, är en amerikansk professionell ishockeyforward som spelar för Boston Bruins i National Hockey League (NHL).
Han har tidigare spelat för Providence Bruins i American Hockey League (AHL); Wisconsin Badgers i National Collegiate Athletic Association (NCAA) samt Team USA i United States Hockey League (USHL).
Frederic draftades av Boston Bruins i första rundan i 2016 års draft som 29:e spelare totalt.

## Statistik
| 2013–2014   | St. Louis AAA Blues    | T1EHL       | 37  | 11 | 19 | 30 | 30  | —  | — | — | — | —  |
| 2014–2015   | Team USA               | USHL        | 35  | 3  | 2  | 5  | 30  | —  | — | — | — | —  |
|             | U.S. National U17 Team |             | 55  | 5  | 9  | 14 | 42  | —  | — | — | — | —  |
| 2015–2016   | Team USA               | USHL        | 23  | 4  | 10 | 14 | 23  | —  | — | — | — | —  |
|             | U.S. National U18 Team |             | 61  | 20 | 20 | 40 | 73  | —  | — | — | — | —  |
| 2016–2017   | Wisconsin Badgers      | NCAA        | 30  | 15 | 18 | 33 | 32  | —  | — | — | — | —  |
| 2017–2018   | Wisconsin Badgers      | NCAA        | 36  | 17 | 15 | 32 | 26  | —  | — | — | — | —  |
|             | Providence Bruins      | AHL         | 13  | 5  | 3  | 8  | 11  | 3  | 0 | 1 | 1 | 0  |
| 2018–2019   | Boston Bruins          | NHL         | 15  | 0  | 0  | 0  | 15  | —  | — | — | — | —  |
|             | Providence Bruins      | AHL         | 55  | 14 | 11 | 25 | 67  | 4  | 0 | 2 | 2 | 2  |
| 2019–2020   | Boston Bruins          | NHL         | 2   | 0  | 0  | 0  | 0   | —  | — | — | — | —  |
|             | Providence Bruins      | AHL         | 59  | 8  | 24 | 32 | 148 | —  | — | — | — | —  |
| 2020–2021   | Boston Bruins          | NHL         | 42  | 4  | 1  | 5  | 65  | —  | — | — | — | —  |
| 2021–2022   | Boston Bruins          | NHL         | 60  | 8  | 10 | 18 | 57  | 4  | 0 | 0 | 0 | 16 |
| 2022–2023   | Boston Bruins          | NHL         | 79  | 17 | 14 | 31 | 57  | 5  | 0 | 0 | 0 | 10 |
| 2023–2024   | Boston Bruins          | NHL         | 82  | 18 | 22 | 40 | 69  | 13 | 3 | 2 | 5 | 20 |
| NHL totalt  | NHL totalt             | NHL totalt  | 280 | 47 | 47 | 94 | 263 | 22 | 3 | 2 | 5 | 46 |
| AHL totalt  | AHL totalt             | AHL totalt  | 127 | 27 | 38 | 65 | 226 | 7  | 0 | 3 | 3 | 2  |
| NCAA totalt | NCAA totalt            | NCAA totalt | 66  | 32 | 33 | 65 | 58  | —  | — | — | — | —  |
| USHL totalt | USHL totalt            | USHL totalt | 58  | 7  | 12 | 19 | 53  | —  | — | — | — | —  |

### Internationellt
| Källa: Uppdaterad: 2019-01-30 | Källa: Uppdaterad: 2019-01-30 | Källa: Uppdaterad: 2019-01-30 |         | Utv = Utvisningsminuter | Utv = Utvisningsminuter | Utv = Utvisningsminuter | Utv = Utvisningsminuter | Utv = Utvisningsminuter |
| År                            | Lag                           | Mästerskap                    | Matcher | Mål                     | Assists                 | Poäng                   | Utv                     |                         |
| ----------------------------- | ----------------------------- | ----------------------------- | ------- | ----------------------- | ----------------------- | ----------------------- | ----------------------- | ----------------------- |
| 2016                          | USA                           | U18-VM                        | 7       | 4                       | 3                       | 7                       | 4                       |                         |
| 2018                          | USA                           | JVM                           | 7       | 5                       | 0                       | 5                       | 2                       |                         |
| Junior totalt                 | Junior totalt                 | Junior totalt                 | 14      | 9                       | 3                       | 12                      | 6                       |                         |